# Incidencia (epidemiológia)
Az epidemiológiában incidenciának nevezzük egy adott populációban adott időtartam alatt előforduló új esetek (pl. megbetegedés) gyakoriságának mérőszámát. A leggyakrabban használt fajtái az incidenciasűrűség és a kumulatív incidencia, de egyes szerzők az incidencia időt is ide sorolják.

### Incidenciasűrűség
Az új esetek száma és a populációban mért eseménymentes személy-idő hányadosa.
{\displaystyle {\text{incidenciasűrűség}}={\frac {\text{új esetek száma}}{\text{populációban az esemény kockázatának kitett összes személy-idő}}}\cdot {\text{konstans}}}
- Mértékegysége: [idő mértékegység]−1
- Értéke 0 és végtelen között lehet
- Előnye, hogy nyílt populációban is értelmezhető

Példa:
Egy bizonyos populációban 1000 személy-év megfigyelés alatt 15 új esetet számoltak. A betegség incidenciasűrűsége 0.015 év−1

### Kumulatív incidencia
Az új esetek arányát méri a megfigyelés kezdetekor a betegségtől mentes populációban.
{\displaystyle {\text{incidencia}}={\frac {\text{új esetek száma}}{\text{érintett populáció létszáma a megfigyelés kezdetektor}}}\cdot {\text{konstans}}}
- Mértékegysége nincs
- Értéke 0 és 1 között változhat
- Előnye, hogy értelmezhető a betegség előfordulásának valószínűségeként
- Hátránya, hogy csak zárt populációban értelmezhető

Példa:
Például tavaly egy bizonyos város népességét 23 960 fő alkotta. Abban az évben a város lakosságából 435 fő szenvedett egy krónikus betegségben, de közülük 343-an már több éve ismert betegek voltak. Tehát az új esetek száma tavaly 435 − 343 = 92 volt. A betegség incidenciája tehát 92 / 23 960 = 0,0038 vagyis 0,38%; ezer főre számítva kb. 4:1000.

### Incidencia idő
Incidencia idő alatt egy referencia ponttól az esemény (megbetegedés) bekövetkezéséig eltelt időt értjük.
Amennyiben nincs cenzorálás az incidencia időt például átlag, vagy medián incidencia idővel lehet összefoglalni.
Megjegyzendő, hogy sok epidemiológia tankönyv nem tárgyalja külön az incidencia időt a betegség gyakorisági mérőszámok témakörében